# لاتا
لاتا  (بالإنجليزية: Latah)‏ هو مرض سلوكي موطنه في جنوب شرق آسيا، وهو حالة تتمثل بسلوكيات غير طبيعية تصدر من شخص يمر بصدمة مفاجئة، وعندما يُفاجأ هذا الشخص، يؤثر ذلك عليه فتصدر منه سلوكيات مثل الصراخ أو الشتم أو اللعن، أو حركات غريبة كالرقص، أو الضحك الذي لا يمكن التحكم به، أو تقليد الكلمات أو الأفعال في محيطه. أما عن الأعراض الجسدية فيمكن أن تتضمن ارتفاع في معدل ضربات القلب وتعرق غزير، ولكن لغاية الآن لم يتم تحديد أي مصدر فسيولوجي لهذا المرض.
يعتبر لاتا اضطراب خوف أو فزع مرتبط بثقافة معينة، لكنه تاريخياً يعتبر كاختلاف شخصي أكثر من كونه مرض. يذكر أن هنالك حالات مشابهة سُجلت في أماكن وحضارات أخرى، فعلى سبيل المثال ما يسمى بـ (قفز الفرنسيين في مين)، وبين نساء آينو في اليابان، أو مالي-مالي، أو سايلوك بين الفليبينيين، وباتشي بين التايلانديين، ولكن ما يزال الارتباط بين هذه المتلازمات مثير للجدل.

## أول تسجيل لهذا المرض
كان أول ذكر لهذا المرض في مجلة جيمس ريتشاردسون لوجان العلمية منذ عام 1849، عندما سافر من ملقا إلى نانينغ. رغم أنه يعد دليل محتمل فقط، إلا أن لاتا تم تحديده بوضوح في مالايا وجافا في الستينات من القرن التاسع عشر. في البداية تمت ملاحظة هذا المرض كمجرد تأثير دماغي، حيث كان ما هو مفهوم هن هذا المرض في ذلك الوقت محدوداً. تعد أول معلومات سجلت عن لاتا هي ملاحظات أوبرينز -من بداية إلى منتصف الثمانينات من القرن التاسع عشر- ، حيث لاحظ أن لاتا أكثر شيوعاً وانتشاراً بين النساء من الرجال، وغالباً ما يحدث بين النساء البالغات أكثر من الأصغر عمراً. تذكر العديد من التقارير الأصلية -الصادرة عن الأوروبيين المسافرين- أن لاتا لم يتغير بشكل ملحوظ سواء في الأعراض أو في السكان المصابين. هذا وقد كتب فرانك سويتنهام (مسؤول الانتداب البريطاني) في مجلد مقالات له يسمى بـِ «رسومات ملايو» عام 1895. وصف سويتنهام كيف أن شرطيين من جزيرة أمبون ومركزهما في سيلانجور في عام 1974، وقعوا ضحايا لمقالب من زملائهم وأصيبوا بحالة من لاتا.

## الأعراض والعلامات
يمكن أن يؤثر لاتا على الأشخاص بدرجات مختلفة؛ قد يكون لدى بعض المصابين ردة فعل قوية، والبعض الآخر قد تكون ردة فعله طفيفة خلال نوبة لاتا وكل مثال عليه يكتسب بمرور الوقت. الأغلبية المتأثرة بهذا المرض من النساء اللواتي في متوسط عمرهن وأكبر، ولا يولدن مصابات بلاتا وعادة ما يحدث عند انقطاع الطمث. لوحظ غياب لاتا في الطبقة الاجتماعية العليا في مالاي وجافا، وهذا يعطي تصوراً أن هذه الطبقة أكثر قدرة على إيقاف أو تقليل الإصابة مقارنة بالطبقات الاجتماعية الأقل مستوىً.
نوبة لاتا تحدث بعد المرور بخوف أو فزع نتيجة تدافع أو صراخ أو وقوع شيء ما. خلال نوبة من لاتا، يبدأ الشخص المصاب بالصراخ والتلفظ بالبذاءات، وتقليد كلمات أو إيماءات وتعبيرات من هم حوله أو من يشاهدهم على التلفاز، وغالباً ما يطيع الأوامر الموجهة له حتى لو كانت مخزية أو تتعارض مع الأعراف والتقاليد الثقافية. الأشخاص المصابين بلاتا يقومون بحركات تذكر بسلوكيات غريبة الأطوار بالنسبة لمراحل التطور في الطفولة. ومن المرجح أن الشخص المصاب لا يتذكر أي شيء حدث خلال النوبة.

## منظور مالايو عن هذا المرض
عندما سُئل الملايويون عن سبب اعتقادهم أن النساء أكثر احتمالية للمعاناة من لاتا، كانت ردورهم بتفسير ثقافي؛ وهو أن النساء لديهن حافز روحي أقل ويمكن إغاظتهن بصورة أسهل من الرجال، وعند دمج هذين السببين مع بعضهما، يمكن ملاحظة لاتا بسهولة أكبر وكذلك تطوره من خلال الاستفزاز المتكرر للنساء بصورة أكبر من الرجال. ويذكر أن السبب وراء الانتشار الأكبر للاتا بين الأشخاص الذين مكانتهم الاجتماعية أقل، يعود لأنهم أكثر عرضة للإساءة من غيرهم.
و الملايويون يعتقدون أن النساء أكثر عرضة لهذا المرض لأنهن يفقدن الدم بصورة أكبر من الرجال وذلك خلال الحيض. بعض الملايويون يعتقدون أن وخز ودغدغة الأطفال بكثرة قد يعرضهم إلى الإصابة بلاتا في حياتهم.

## وروده في الدليل التشخيصي والإحصائي للاضطرابات النفسية
تم تضمين لاتا في الدليل التشخيصي و الإحصائي للاضطرابات النفسية (الإصدار الرابع) تحت قسم الأمراض الانفصامية (وغير مصنف بطريقة أخرى) ويعتبر متلازمة مرتبطة بالثقافة. يوصف لاتا حسب الدليل التشخيصي والإحصائي للاضطرابات العقلية (الرابع) على أنه فرط حساسية تجاه خوف مفاجئ وغالباً ما يترافق مع حركة صدوية، ومحاكاة لفظية ولفظ صدوي، وإطاعة جميع الأوامر وحالة من الانفصام الشخصي وأحلام اليقظة أو حالة من الانفصال عن الواقع. كذلك ذكر هذا الدليل حضارات أخرى يوجد فيها لاتا، ولكن يضيف هذا الدليل معلومة إضافية أن هذا المرض في ملايزيا أكثر شيوعاً بين النساء في متوسط العمر.
حذف لاتا من هذا الدليل بإصداره الخامس، إذ أنه لم يتوسع في قائمة المتلازمات المرتبطة بالثقافة الواردة في الإصدار الرابع، وبدلاً عن ذلك زوّد قائمة باضطرابات شائعة وقد تصنف بأنها من المتلازمات المرتبطة بالثقافة.  
استبدل الإصدار الخامس من الدليل لغة المتلازمة المرتبطة بالثقافة لتصبح لغة أكثردقة، والقائمة الحالية مختصرة وتشمل المتلازمات المرتبطة بالثقافة المعروفة سابقاً، وتصنف إلى أمراض انفصام محددة وغير محددة، وكذلك تمت إضافة أبحاث عامة عن بناء هوية ثقافية والتفسير والتقييم لذلك.

## وروده في الحضارة الرائجة
ذكر ويليام س. بوروز مرض لاتا عدة مرات في روايته الغداء العاري عام 1959 (محاكاة ساخرة للإنسان المتطورعديم القيم وحس المسؤولية الذي يعيش في ظل أنظمة إعلانية حديثة مهيئة وأخلاق تبينيها العامة) وذلك نسبة إلى إريك موترام. وصف بوروز لاتا على أنه يترافق بحركة  صدوية، وأنه يحتاج لعامل قوي يحفز حدوثه وغالباً لا يحدث مباشرة. وذكر لاتا أيضاً في رواية أخرى لبوروز عام 1963 وهي «رسائل ياج».

## الأسباب المحتملة لهذا المرض
غالباً ما ترتبط بداية لاتا بالتوتر، حيث أجريت دراسة عن طريق تانر وشامبرلاند في عام 2001، وفي هذا البحث ظهر أن عدد كبير من المشاركين  مروا في حياتهم بمسببات توتر وشد عصبي مختلفة مثل وفاة أطفالهم أو أزواجهم قبل الإصابة بنوبة لاتا. إضافة إلى أن عدد كبير من المشاركين في عدة دراسات بحثية أخرى ذكروا رؤيتهم لأحلام غريبة قبل بداية لاتا، وغالباً ما تؤثر هذه الأحلام على العنصر الجنسي لديهم وقد تسبب تضخم القضيب لدى الذكور. ووفق دراسة تانر وشامبرلاند، من المحتمل أن تكون هذه الأحلام - بالرغم من اختلافها- دلالة على اختلال وظيفي في منطقة محددة في الجسم. وعند البحث بشكل أكبر تم التوصل إلى دلالات للتوصل للمسبب و/أو العلاج للاتا. وفي عام 2001، ذكر أوزبورن أنه من الممكن أن يكون لاتا نتيجة محتملة لثقافة تضيق على الناس المنتمين لها. ويعتقد وينزلر أن لاتا يلحق بالنساء إهانة أقل من الرجال وذلك لأنه بالواقع لدى النساء حرية أكبر في المجتمع على العكس من الرجال لأنهم تحت قيد المعايير، وكلما تقدم الرجال بالعمر، يصبحون أكثر اهتماماً بالكرامة الإنسانية والتوازن في حياتهم، في حين أن النساء أقل من الرجال في ذلك، فتشعر النساء بحرية أكبر من الرجال عند تأثير لاتا على سلوكهم.